# Barbara Frankenstein
Barbara Frankenstein (* um 1958) ist eine deutsche Filmredakteurin, Filmproduzentin und Drehbuchautorin.

## Leben und Wirken
Barbara Frankenstein studierte Theater- und Filmwissenschaften und Germanistik in Köln. Seit 1986 war sie  als Regieassistentin tätig, unter anderem bei dem Dokumentarfilmer Walter Krieg. Seit etwa 1993 war sie freie Fernsehredakteurin beim Ostdeutschen Rundfunk Brandenburg (ORB), seit 1994 beim Sender Freies Berlin (SFB), vor allem von Dokumentarfilmen.
1998 gründete sie die Vineta Film GmbH in Berlin, in der sie mehrere  Filme von Volker Koepp produzierte. 2005 wurde diese von ihm übernommen, Barbara Frankenstein war in den nächsten Jahren an dessen Filmen als Drehbuchautorin mitbeteiligt.

## Filmografie
Regieassistenz
- 1987 (?) Jahns Erben, Regie Walter Krieg
- 1988 Erwin Piscator – Der Revolutionär auf der Weltbühne, Regie Rainer K. G. Ott

Fernsehredaktion
- 1993/1994 In der Mitte des Lebens (ORB)
- 1994 Kuckuckskinder, Regie Andreas Dresen (SFB)
- 1994 Badu. Geschichten aus der Negev-Wüst (SFB)
- 1994/1995 Im Kampf um den heiligen Baum
- 1995 Das Glück meiner Schwester
- 1995 Männer in Öl
- 1995/1996 AIDS ungleich Tod
- 1996 Siebenbürgischer Heumweg
- 1996 Eine Fabrik in Pankow
- 1996/1997 Not a Love Song
- 1996/1997 Amor Fati. Liebe zum Schicksal
- 1996/1997 Schau mich nicht so böse an
- 1996/1997 Wittstock, Wittstock, Regie Volker Koepp
- 1998 Eine Fabrik in Pankow
- 1999 Geburtsstation
- 2002/2003 Der tödliche Schuss
- 2002/2004 Die chinesischen Schuhe
- 2009 Cato

Produzentin
von Filmen mit Volker Koepp
- 1998/1999 Herr Zwilling und Frau Zuckermann
- 2000/2001 Kurische Nehrung
- 2001/2002 Uckermark
- 2003/2004 Dieses Jahr in Czernowitz
- 2004/2005 Pomnerland

Drehbuch
in Filmen von Volker Koepp
- 1998/1999 Herr Zwilling und Frau Zuckermann
- 2006/2007 Söhne
- 2006/2007 Holunderblüte
- 2015/2016 Landstück
- 2017/2018 Seestück
- 2020/2023 Gehen und Bleiben

Dramaturgie
- 2013 In Sarmatien

## Auszeichnungen
Einige Filme mit Volker Koepp, an denen sie mitwirkte, erhielten Filmpreise. Eine persönliche Auszeichnung für Barbara Frankenstein war
- 2000 Artur-Brauner-Stiftungspreis, für Produktion  von Herr Zwilling und Frau Zuckermann[1]